# São Félix do Xingu
São Félix do Xingu es un municipio del estado de Pará en la región norte de Brasil.
La ciudad cuenta con el Aeropuerto São Félix do Xingu. Con un área de 84.212,932 km2 (32.514.795 millas cuadradas), es el tercer mayor municipio de Pará y el sexto mayor de Brasil.

## Economía
La base de la economía del municipio es la ganadería vacuna, y el territorio de Xingu posee el mayor hato bovino de Brasil, con más de 1,7 millones de cabezas.
Otro vector de crecimiento económico se encuentra en la producción agrícola, centrada en plantaciones permanentes de banano y cacao, además de cultivos temporales de maíz, frijol y yuca.
En el aspecto industrial, el principal generador de divisas se encuentra en la minería industrial, centrada en la extracción de casiterita, níquel y cobalto. La minería artesanal (o garimpo) existe de manera irregular en la región, ya que los organismos reguladores consideran la actividad un delito ambiental. La minería se centra en la extracción de oro.